# Kouilou
Kouilou is een van de tien administratieve regio's van Congo-Brazzaville en is in het uiterste zuidwesten van dat land gelegen. De regio heeft een oppervlakte van een kleine 14.000 km² en een inwonersaantal dat in 2007 bij benadering 800.000 bedroeg, waarvan zo'n 725.000 in de regionale hoofdplaats Pointe-Noire. De regio is genoemd naar de Kwilu-rivier.

## Grenzen
Kouilou is Congo-Brazzaville's enige regio met een zeegrens:
- Met de Atlantische Oceaan in het zuidwesten.

De regio heeft een grens met twee van 's lands buurlanden.
- De provincie Nyanga van Gabon in het noordwesten.
- De provincie Cabinda van Angola in het zuidoosten.

Kouilou heeft ten slotte één regionale grens:
- Met de regio Niari in het noordoosten.

## Districten
De regio is onderverdeeld in zes districten:
- Hinda
- Kakamoéka
- Madingo-Kayes

- Mvouti
- Nzambi
- Tchamba Nzassi

Bouenza · Cuvette · Brazzaville · Cuvette-Ouest · Kouilou · Lékoumou · Likouala · Niari · Plateaux · Pointe-Noire · Pool · Sangha